# Dorcadion cingulatoides
Dorcadion cingulatoides là một loài bọ cánh cứng trong họ Cerambycidae.